# 南船二
船底座PP是一个位于南天星座船底座恒星的变星命名法。它有拜耳命名法船底座p（p Car），视星等3.22，很容易用肉眼在南半球看见。经由地球绕太阳公转产生的视差，估计该星距离为510光年。
船底座PP是一个恒星分类B2Vne的B型主序星。后缀ne代表这是一个被炽热气体包围的高速旋转Be星。这使得该星光谱上增加了发射线。它的恒星自转速度为325km/s，有大约15倍太阳质量和7.7倍太阳半径。这个恒星被分类为仙后座γ变星，亮度在3.22到3.37之间变化。